# 一阶常微分方程
一阶常微分方程是数学中常见而基础的一类微分方程，通常写成如下的形式：
{\displaystyle {\frac {\mathrm {d} x}{\mathrm {d} t}}=f(x(t),t)}
其中的x是要解的未知函数，t是函数的自变量，f是一个已知的连续函数。
一阶常微分方程在物理学、生物学、化学以及各种自然与社会科学都能见到，是常见的数学模型的重要构成部分。

## 一阶线性微分方程
一阶线性微分方程是一阶常微分方程中基础的一类。通常写成如下形式：
{\displaystyle \forall t\in I,{\frac {\mathrm {d} x}{\mathrm {d} t}}=a(t)x(t)+b(t)}
其中I是方程的求解范围，一般是实数集的子集。a和b是已知的连续函数。如果b是零函数，则称此方程为齐次的，否则称其为非齐次的。
一阶齐次线性微分方程：
{\displaystyle {\frac {\mathrm {d} x}{\mathrm {d} t}}=a(t)x(t)}
的解函数构成一个一维实线性空间：
{\displaystyle S=\left\{x:\;t\mapsto ce^{\int ^{t}a(u)\mathrm {d} u};\;\;c\in \mathbb {R} \right\}.}
一阶非齐次线性微分方程
{\displaystyle {\frac {\mathrm {d} x}{\mathrm {d} t}}=a(t)x(t)+b(t)}
的解函数构成一个一维实仿射空间：
{\displaystyle {\begin{aligned}S'&=\left\{x:\;t\mapsto \left(c+\int ^{t}b(u)e^{-\int ^{u}a(v)\mathrm {d} v}\mathrm {d} u\right)e^{\int ^{t}a(u)\mathrm {d} u};\;\;c\in \mathbb {R} \right\}\\&=S+x^{*},\end{aligned}}}
其中
{\displaystyle x^{*}:\;t\mapsto e^{\int ^{t}a(u)\mathrm {d} u}\int ^{t}b(u)e^{-\int ^{u}a(v)\mathrm {d} v}\mathrm {d} u=\int ^{t}b(u)e^{\int _{u}^{t}a(v)\mathrm {d} v}\mathrm {d} u}
是原微分方程的一个特解。

## 变量分离方程
如果一个一阶常微分方程能写成如下形式：
{\displaystyle {\frac {\mathrm {d} x}{\mathrm {d} t}}=a(t)b(x),}
则称其为变量分离方程。“变量分离”意为方程右端的部分可以分离成两个不同部分的乘积，其中一个只与自变量t相关，另一个则只与未知函数x相关。
变量分离函数可以变形为：
{\displaystyle {\frac {\mathrm {d} x}{b(x)}}=a(t)\mathrm {d} t}
的微分形式。将两端同时积分，可以得到：
{\displaystyle \int ^{x}{\frac {1}{b(u)}}\mathrm {d} u=\int ^{t}a(s)\mathrm {d} s+c}
这便是方程的通解。由于上述关系为隐函数关系，而不是{\displaystyle x=x(t)}的形式，称为隐式解。
不少一阶常微分方程可以通过变量变换转化为变量分离方程，从而求解。

## 恰当微分方程
将一个普通的一阶常微分方程转写为微分的形式：
{\displaystyle \mathrm {d} x=f(x,t)\mathrm {d} t}
将t和x视为变量平等看待，可以将其看作是对称的一阶微分方程：
{\displaystyle P(x,t)\mathrm {d} x+Q(x,t)\mathrm {d} t=0}
如果上述方程中的左侧恰好是某个二元函数的全微分：
{\displaystyle P(x,t)\mathrm {d} x+Q(x,t)\mathrm {d} t=\mathrm {d} U(x,t)={\frac {\partial U}{\partial x}}(x,t)\mathrm {d} x+{\frac {\partial U}{\partial t}}(x,t)\mathrm {d} t,}
那么隐函数：
{\displaystyle U(x,t)=c}
就是原微分方程的解函数，其中的c可以是任意常数。具有这样性质的微分方程被称作恰当微分方程。要使得一个一阶常微分方程是恰当微分方程，其中的函数P和Q必须一阶连续可微，并且满足以下的条件：
{\displaystyle {\frac {\partial }{\partial t}}P(x,t)={\frac {\partial }{\partial x}}Q(x,t).}
而当以上条件满足时，也可以具体求出解函数的形式：
{\displaystyle U(x,t)=\int ^{x}P(u,t)\mathrm {d} u+\int \left[Q(x,s)-\left.{\frac {\partial }{\partial t}}\int ^{x}P(u,t)\mathrm {d} u\right|_{t=s}\right]\mathrm {d} s}

### 积分因子
如果方程
{\displaystyle P(x,t)\mathrm {d} x+Q(x,t)\mathrm {d} t=0}
中的函数P和Q不满足上述的关系式，则为了将其转化为恰当微分方程，会探讨能否通过添加适当的函数μ，使得：
{\displaystyle \mu (x,t)P(x,t)\mathrm {d} x+\mu (x,t)Q(x,t)\mathrm {d} t=\mathrm {d} U(x,t)}
这样的函数μ称为方程的积分因子。可以证明，只要原方程有解函数存在，则积分因子也必然存在，而且不一定是唯一的。

## 解的存在性
很多情况下，需要讨论带有初值问题的一阶常微分方程，即：
{\displaystyle {\frac {\mathrm {d} x(t)}{\mathrm {d} t}}=f(x(t),t),\;\;x(t_{0})=x_{0}.}
是否有解。
设E为一个完备的有限维赋范向量空间，U为E中的一个开集，I是{\displaystyle \mathbb {R} }中的一个区间。函数f是从U×I映射到E中的连续函数。柯西-利普希茨定理说明了，若函数f在U中满足利普希茨条件，也就是说，
{\displaystyle \exists \kappa >0,\ \forall t\in I,\ \forall x,y\in U,\ \left|f(x,t)-f(y,t)\right|\leq \kappa \left|x-y\right|}
那么对于给定的初始条件：{\displaystyle x(t_{0})=x_{0}}，{\displaystyle t_{0}\in I}、{\displaystyle x_{0}\in U}，微分方程存在一个解{\displaystyle (J,x(t))}，其中{\displaystyle J\subset I}是一个包含{\displaystyle t_{0}}的区间，{\displaystyle x(t)}是一个从 {\displaystyle J}映射到{\displaystyle U}的连续函数，满足初始条件和原微分方程。同时，满足初值条件的最大解唯一存在。